# Ох вже ця Настя!
«Ох вже ця Настя!» (рос. «Ох уж эта Настя!») — радянський художній фільм режисера Юрія Побєдоносцева. Знятий на Кіностудії імені Максима Горького у 1971 році. Прем'єра фільму відбулася 15 травня 1972 року.

## Сюжет
Настя Рябініна любить фантазувати, але її класний керівник Мар'яна Борисівна, деякі з хлопців і старша сестра Світа вважають, що вона говорить неправду і повинна припинити розповідати вигадані історії, видаючи їх за те, що трапилося насправді.
Настя говорила однокласникам про свою дружбу з чорною пантерою. Розповідала, що її мама поїхала в надзвичайно красиве місто Еоліс, якого немає на жодній карті. Знайомого своєї сестри, Сашу Жарикова, Настя представила льотчиком, викраденим і полоненим непізнаними прибульцями.
Настина мама (насправді працювала в експериментально-дослідному будівництві «Лисички»), переконана, що її дочка нікого не обманює, а просто прикрашає те, що відбувається насправді. Згодом в щирість почуттів дівчинки повірила і Мар'яна Борисівна, а піонервожата на зборі класу переконала хлопців прийняти Настю в ряди піонерів. Настю приймають в піонери на церемонії хвилини мовчання біля монумента пам'яті полеглих.

## У ролях
| Актор               | Роль                               |
| ------------------- | ---------------------------------- |
| Ірина Волкова       | Настя Рябініна                     |
| Тетяна Невська      | Люба Ситникова                     |
| Сергій Кусков       | Едик Сироїгин                      |
| Наталія Гвоздікова  | Світа Рябініна старша сестра Насті |
| Олександр Харитонов | Саша Жариков                       |
| Світлана Котікова   | вчителька Мар'яна Борисівна        |
| Ніна Архипова       | мама Насті                         |
| Наталя Єгорова      | пионервожата Оля                   |

## Знімальна група
- Автор сценарію —  Валентина Спіріна
- Режисер-постановник —  Юрій Побєдоносцев
- Оператори-постановники:  Борис Середін, Ауреліус Яциневічюс
- Художник-постановник — Борис Комяков
- Композитор — Євген Крилатов
- Пісню «Лесной олень» виконала Аїда Ведіщева